# اوسی استوارت
اوسی استوارت (انگلیسی: Ossie Stewart؛ زادهٔ ۳۱ ژانویهٔ ۱۹۵۴) ملوان اهل بریتانیا است.